# 傑克拉比特豪斯 (亞利桑那州)
傑克拉比特豪斯（英語：Jackrabbit House）是位於美國亞利桑那州皮納爾縣的一個非建制地區。該地的面積和人口皆未知。

## 地理
傑克拉比特豪斯的座標為32°36′19″N 111°53′45″W / 32.60528°N 111.89583°W，而該地的平均海拔高度為470米（即1542英尺）。